# Makamba
Makamba est une ville du sud du Burundi, capitale homonyme de la province de Makamba, et peuplée de plus de 26 000 habitants en 2012. Il est composé de 6 communes dont Kayogoro, Makamba, Vugizo, Kibago, Nyanza-Lac et Mabanda.